# سيارا شيروود
سيارا شيروود (بالإنجليزية: Ciara Sherwood)‏ هي لاعبة كرة قدم بريطانية، ولدت في 18 أغسطس 1992 في Sidcup ‏ في المملكة المتحدة.

## وصلات خارجية
- سيارا شيروود على موقع الاتحاد الأوربي (الإنجليزية)
- سيارا شيروود على موقع قاعدة بيانات كرة القدم.إي يو (الإنجليزية)
- سيارا شيروود على موقع Soccerway.com (الإنجليزية)